# Polygonatum leiboense
Polygonatum leiboense är en sparrisväxtart som beskrevs av Sing Chi Chen och D.Q.Liu. Polygonatum leiboense ingår i släktet ramsar, och familjen sparrisväxter. Inga underarter finns listade i Catalogue of Life.